# Моллисон, Джеймс (директор музея)
Джеймс Моллисон (англ. James Mollison; 20 марта 1931, Уонтагги — 19 января 2020) — австралийский деятель культуры, директор Национальной галереи Австралии (1971—1989) и Национальной галереи Виктории (1989—1995).

## Биография
Родился 20 марта 1931 в городе Уонтагги австралийского штата Виктория.
Окончил педагогический колледж (англ. Secondary Teachers College, ныне педагогический факультет Мельбурнского университета). В 1960—1961 годах работал в Национальной галерее Виктории (англ. National Gallery of Victoria). В 1964—1965 годах был директором художественной галереи Gallery A в городе Турак. В 1964—1965 годах работал директором художественной галереи Балларата.
С 1969 по 1971 год Моллисон был исполнительным директором Консультативного совета по искусству Содружества (англ. Commonwealth Art Advisory Board) и являлся сотрудником по выставкам в департаменте премьер-министра Содружества (англ. Commonwealth Prime Minister’s Department): занимался консультированием правительства страны относительно приобретения произведений искусства, каталогизацией национальной художественной коллекции и организовывал выставки австралийского искусства за рубежом.
В октябре 1971 года Джеймс Моллисон был назначен премьер-министром Уильямом Макмэхоном исполняющим обязанности директора Национальной галереи Австралии. В 1977 году премьер-министр Малкольм Фрейзер объявил о назначении Моллисона на должность директора главной картинной галереи столицы Австралии.
Умер 19 января 2020 в Австралии.
Удостоен ряда наград, в числе которых орден Австралии (1984 и 1992).